# W dzikim kraju
W dzikim kraju – album zespołu Bielizna wydany w 2004 roku nakładem Polskiego Radia.

## Lista utworów
1. „Mój mały klon” – 3:42
2. „Na sprzedaż” – 3:40
3. „Kiedy cię zdradzę” – 5:00
4. „Jak zdobyć dziwną dziewczynkę” – 4:47
5. „Zimny wiatr” – 4:43
6. „Ładnych kocha świat” – 3:38
7. „Czuły szept” – 3:49
8. „Wściekły kret” – 3:21
9. „TKM” – 5:25
10. „12 lat” – 5:41

## Twórcy
- Robert Dobrucki – saksofon
- Jarosław Figura – gitara basowa
- Jarosław Furman – gitara
- Jarosław Janiszewski – śpiew
- Andrzej Jarmakowicz – perkusja

gościnnie
- Piotr Sztajdel – instrumenty klawiszowe, pianino
- Anna Wojciechowska – chórki